# مبارك (الجمالية)
قرية مبارك هي إحدى القرى التابعة لمركز الجمالية في محافظة الدقهلية في جمهورية مصر العربية. حسب إحصاءات سنة 2006، بلغ إجمالي السكان في مبارك 1456 نسمة، منهم 735 رجل و721 امرأة.